# Maagwand

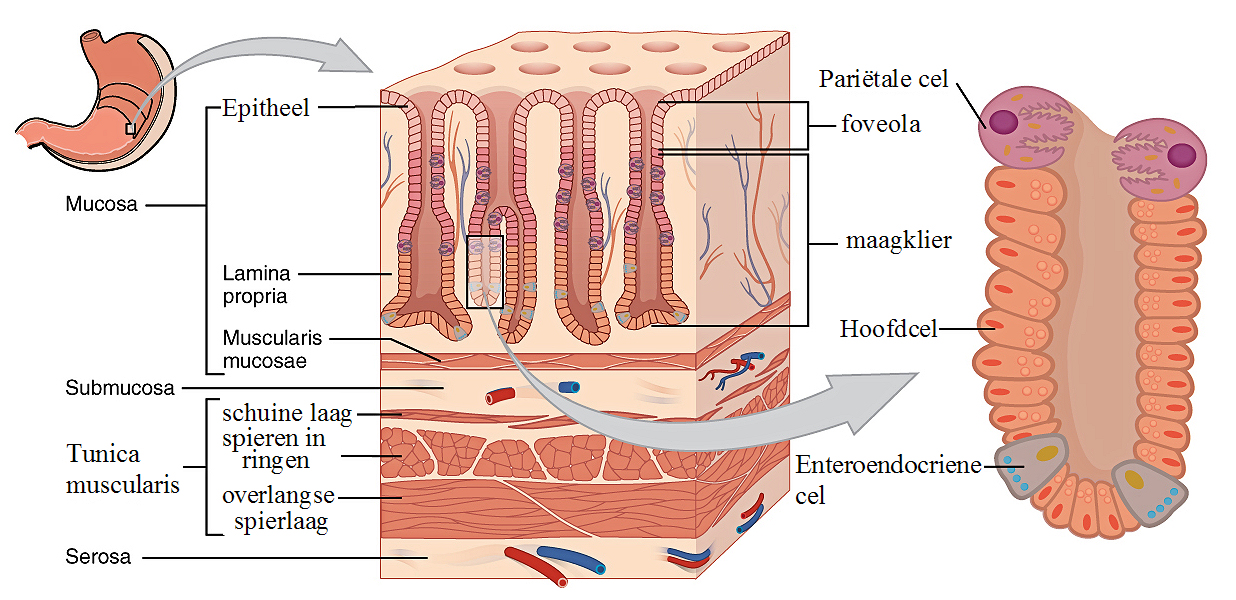
Maagwand

De maagwand is de benaming voor de cellaag die de binnenkant (lumen) van de maag scheidt van de buitenkant. De maagwand bestaat, van binnen naar buiten, uit 4 lagen weefsel:
1. Mucosa. Dit is de binnenste cellaag, het slijmvlies van de maag, die direct grenst aan de maagholte. De mucosa is opgebouwd uit een epitheellaag die is bedekt met een laag alkalisch slijm (Latijn: mucus). Ook bevindt zich in deze laag een dunne laag van gladde spiercellen die de muscularis mucosae wordt genoemd.
2. Submucosa. Deze cellaag ligt onder (sub) de mucosa en bestaat uit bindweefsel. In deze laag zijn de meeste bloedvaten en zenuwen te vinden.
3. Tunica muscularis (spierlaag). Deze laag ligt onder de submucosa en is opgebouwd uit drie lagen van gladde spiercellen.
4. Serosa. Dit is de buitenste laag van de maag en deze bestaat uit bindweefsel dat overgaat in het buikvlies.

## Tunica muscularis
De tunica muscularis bestaat uit drie spierlagen. De middelste spierlaag is gerangschikt in cirkelvormige ringen rond het maaglumen, terwijl de buitenste spierlaag overlangs is gerangschikt. De binnenste spierlaag is schuin gerangschikt. Tussen de twee spierlagen bevindt zich de myenterische plexus (plexus van Auerbach). Deze reguleert de peristaltiek. De activiteit wordt geïnitieerd door de pacemakercellen (interstitiële astrocyten).
De lagen zijn niet echt overlangs of cirkelvormig; de spierlagen zijn eerder spiraalvormig met verschillende spoed. De binnenste cirkelvormige is spiraalvormig met een grote spoed en de buitenste overlangse is spiraalvormig met een veel kleinere spoed.